# كوري هولكومب
كوري هولكومب (بالإنجليزية: Corey Holcomb)‏ هو ممثل أمريكي، ولد في 23 يونيو 1968 في شيكاغو في الولايات المتحدة.

## وصلات خارجية
- الموقع الرسمي
- كوري هولكومب على موقع IMDb (الإنجليزية)
- كوري هولكومب على موقع ديسكوغز (الإنجليزية)
- كوري هولكومب على موقع قاعدة بيانات الفيلم (الإنجليزية)